# Ajjar
 (octobre 2014).
Si vous disposez d'ouvrages ou d'articles de référence ou si vous connaissez des sites web de qualité traitant du thème abordé ici, merci de compléter l'article en donnant les références utiles à sa vérifiabilité et en les liant à la section « Notes et références ».
Ajjar (mort en 718), aussi Ayyar, est le khan des Bulgares en 718.
Selon le texte bulgare Ja'far Tarikh, il serait le fils de Tervel et qui a pour successeur son frère Kormesius. Christian Settipani le fait fils d'Asparoukh ou, en alternative, fils de Tervel et de la fille, de son nom probablement Anastasie, de Justinien II et de sa première femme Eudocie et l'oncle de Kormesius.